# Бураббин
Национальный парк Бураббин (англ. Boorabbin National Park) — национальный парк в Западной Австралии, между Кулгарди и Саутерн-Кросс. Площадь парка составляет 281,53 км².
Парк расположен вдоль Великого Восточного шоссе длиной 25 км и шириной 5 км с каждой стороны шоссе на восточных золотых приисках Западной Австралии. Парк получил свое название от скалы, названной аборигенами на краю парка, а также от поселения Бураббин, основанного в 1898 году.

## Описание
Национальный парк Бураббин расположен на вершине плато. Почвы в основном песчаные, а растительность довольно характерна, растущая в глубоких песках, отложившихся более 50 млн лет назад. Хотя в настоящее время эрозия почвы значительно снизилась, в результате прошлой деградации пески остались сильно выветрившимися, выщелоченными и испытывающими недостаток в питательных веществах.

## Флора и фауна
Растительность парка разнообразна и варьируется от богатых квонганских пустошей, лесов и малолистных кустарников. Район известен своим уникальным разнообразием флоры. Парк известен полевыми цветами, солеустойчивыми суккулентами (т. н. самфирами) и солёными озерами.
Другая растительность, которую можно найти, включает в себя виды банксии, акации, хакеи, сандалового дерева, чайного дерева и ксанторреи. В пустоши встречаются два редких вида — Philotheca pachyphylla и Philotheca coccinea.
Исследования фауны в парке показывают, что на территории парка обитают 17 местных видов млекопитающих, в том числе вонго, узконогие сумчатые мыши и кустарниковые крысы Rattus fuscipes. Среди других животных в парке встречаются 4 вида лягушек, 52 вида рептилий и 51 вид птиц. В парке также обитает множество ящериц семейства агамовые.

## История
В результате лесного пожара в парке погибли трое мужчин после того, как в декабре 2007 года на Великом Восточном шоссе в Кулгарди был снят блокпост после того, как длинная очередь автомобилей ждала открытия шоссе, которое было закрыто большую часть дня. Трое водителей грузовиков попытались развернуться и спастись от огня, но не смогли спастись и скончались от ожогов и дыма. Лесной пожар продолжался две недели, прежде чем был потушен пожарными, после чего власти вновь открыли шоссе. Расследование пожара было начато в 2008 году, и когда оно было завершено, коронер обнаружил, что крайняя некомпетентность Департамента окружающей среды и охраны окружающей среды способствовала гибели людей. Огонь выгорел на площади более 7500 га национального парка и соседних нераспределённых земель. Огонь перескочил через линии сдерживания на южную сторону Великого Восточного шоссе.
Мемориальный сад и убежище были открыты рядом со старым городом в 2010 году в память тех, кто погиб в лесном пожаре 2007 года.